# 中国2010年上海世界博览会埃及馆
中国2010年上海世界博览会斯埃及馆是2010年上海世博会上代表埃及的展馆，位于世博园区C片区，占地面积1000平方米。埃及馆的主题为“开罗，世界之母”。

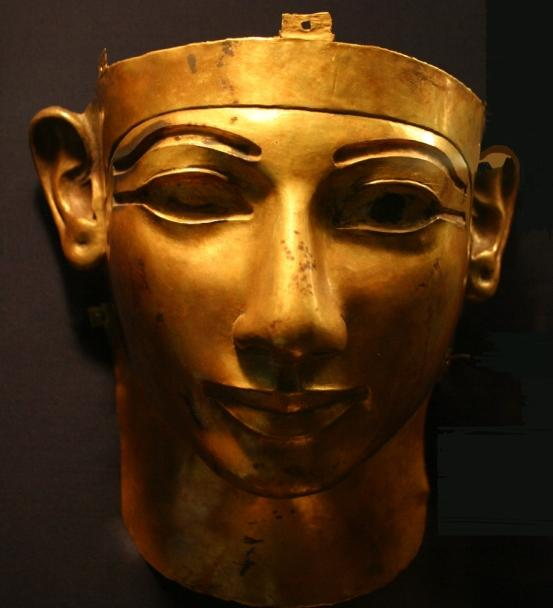
参展文物中最为珍贵的舍顺克二世金面具

埃及馆外部以黑白两色作为主色调，内部展示则包含了“沙海游牧”、“千塔耸立”、“乡村牧歌”、“城市演进”、“伊斯兰与世界”这五大主题。其中，展出了古埃及法老时代的八件文物，包括第十八王朝阿蒙霍特普二世金项链、第十八王朝阿蒙霍特普四世沙石雕塑、第十九王朝麦伦普塔赫花岗岩雕塑、第二十二王朝舍顺克二世金面具等。